# Weilnau (Gemeinde)
Weilnau war der Name einer kurzlebigen vom 1. Dezember 1970 bis zum 31. Juli 1972 existierenden hessischen Gemeinde, heute Teil der Gemeinde Weilrod.
Seit Mitte der 1960er wurde über eine Gebietsreform in Hessen diskutiert. Wunsch der Landesregierung war, dass die Zusammenschlüsse der Gemeinden und Kreise auf freiwilliger Basis erfolgen sollte. Da dies in vielen Fällen nicht der Fall war, stand gleichzeitig die Drohung mit einer landesgesetzlichen Regelung im Raum. In den meisten Fällen reichte diese Drohung aus, nicht jedoch im hohen Taunus.
Um eine drohende Integration in eine größere Gemeinde im Zuge der Gebietsreform in Hessen zu vermeiden, schlossen sich am 1. Dezember 1970 die Gemeinden Altweilnau, Finsternthal, Mauloff, Neuweilnau und Riedelbach freiwillig zur neuen Gemeinde Weilnau zusammen. Bürgermeister der Gemeinde wurde Kurt Böhmer. Die Größe der neu entstandenen Gemeinde reichte der Landesregierung jedoch nicht aus. So wurde die Gemeinde kraft Landesgesetz bereits am 1. August 1972 aufgelöst, und die Ortschaften wurden Teil der neuen, größeren Gemeinde Weilrod.
Im Juni 1971 wurde Kurt Böhmer (SPD) (1933–2012) zum Bürgermeister gewählt. Sein Amtssitz war das Riedelbacher Rathaus.

## Quelle
- Taunus-Zeitung vom 6. Januar 2012, Seite 19: Trauer um Ernst Butz
- Taunus-Zeitung vom 7. Mai 2012, Seite 26: Alt-Bürgermeister Böhmer gestorben

Koordinaten: 50° 18′ 58″ N, 8° 25′ 9″ O